# Evropský hospodářský a sociální výbor
Evropský hospodářský a sociální výbor (EHSV) – anglicky: European Economic and Social Committee (EESC) – je jedním z poradních orgánů Evropské unie. Jeho úkolem je poskytovat odborná stanoviska při vypracovávání návrhů či rozhodování. Má také poskytovat prostor pro prezentaci zájmových skupin.

## Historie EHSV
Poradní orgány existují od samého začátku evropské integrace. Už v rámci Evropského společenství uhlí a oceli existoval tzv. Poradní výbor, který podléhal Vysokému úřadu ESUO a měl poskytovat odborné zázemí v oblastech integrovaných politik uhlí a oceli. Tento výbor byl složený z 30-51 členů zastupujících producenty, uživatele, zaměstnance. Ti byli vybíráni Radou na základě seznamu vypracovaného organizacemi působícími v odvětví uhlí a oceli. Obdobné orgány vznikly i na základě Římských smluv z roku 1957 v rámci Evropského společenství pro atomovou energii a Evropského hospodářského společenství.
A právě součástí zmíněného EHS se stal Hospodářský a sociální výbor, který byl vytvořen v roce 1957 Římskými smlouvami, aby pomohl sblížit názory různých skupin ohledně společného trhu. Členové byli voleni Radou na čtyři roky, přičemž ke zvolení bylo potřeba jednomyslnosti. Rada vybírala členy z nominačních listin navržených členskými státy, které obsahovaly dvojnásobný počet kandidátů než počet míst. Složení a pravomoci dále upravovaly články 257-262 Smlouvy o ES, které byly revidovány Amsterdamskou smlouvou.
V roce 1994 byl Hospodářský a sociální výbor doplněn druhým poradním orgánem Unie – Výborem regionů.
Podle Lisabonské smlouvy musí být musí být výbor povinně konzultovaný ze strany Evropské komise, Rady a Evropského parlamentu v průběhu celého legislativního procesu v oblastech uvedených ve Smlouvách. Výbor také může vydat stanovisko z vlastního podnětu v případech, kdy to považuje za vhodné.
Důsledkem snahy o zrychlení legislativního procesu bylo, že už do Smlouvy o EHS byl začleněný článek č. 198 později čl. 262), který se stal i součástí Lisabonské smlouvy jako článek 304. Podle něho mohly Rada nebo Komise v případech, kdy to považují za nezbytné, stanovit výboru pro předložení stanoviska lhůtu ne kratší než jeden měsíc ode dne, kdy tato lhůta byla oznámena předsedovi. V případě nepředložení stanoviska ve stanovené lhůtě, mohou Komise a Rada jednat i bez stanoviska výboru. Členové jsou jmenováni Radou Evropské unie na základě doporučení vlád jednotlivých členských států EU na období pěti let s možností znovuzvolení. Členové jsou vybíráni z mnoha zájmových skupin (zemědělci, dopravci, živnostníci, zaměstnanci, odboroví zástupci apod.).

## Uspořádání EHSV
Hlavou výboru je předseda, který má pod sebou dva místopředsedy. Předsednictvo se volí z řad členů výboru na dobu dva a půl roku. Výbor tvoří celkem 329 členů. kteří jsou jmenováni Radou Evropské unie na základě doporučení vlád jednotlivých členských států EU na období pěti let. Členové jsou vybíráni z mnoha zájmových skupin (zemědělci, dopravci, živnostníci, zaměstnanci, odboroví zástupci apod.). Členové jsou jmenováni Radou Evropské unie na základě doporučení vlád jednotlivých členských států EU na období pěti let s možností znovuzvolení. Členové jsou vybíráni z mnoha zájmových skupin (zemědělci, dopravci, živnostníci, zaměstnanci, odboroví zástupci apod.).
Výbor se člení na tři skupiny zástupců:
- Skupina I: Zástupci zaměstnavatelů

- Skupina II: Zástupci zaměstnanců

- Skupina III: Zástupci různých zájmových skupin (tzv. Evropa různorodosti), tj. sociálních, profesních, ekonomických a kulturních organizací, které tvoří občanskou společnost v dané zemi.

EHSV má dále celkem sedm specializovaných sekcí, které mají na starosti následující oblasti:
1.       Hospodářská a měnová unie, hospodářská a sociální soudržnost (ECO)
2.       Jednotný trh, výroba a spotřeba (INT)
3.       Doprava, energetika, infrastruktura, informační společnost (TEN)
4.       Zemědělství, rozvoj venkova, životní prostředí (NAT)
5.       Zaměstnanost, sociální záležitosti, občanství (SOC)
6.       Vnější vztahy (REX)
7.       Poradní komise pro průmyslové změny (CCMI)
Složení EHSV
EHSV má 329 členů, přičemž počet členů z jednotlivých zemí EU má zhruba odpovídat velikosti populace.
| Stát       | Členů  | Stát        | Členů  | Stát        | Členů |
| ---------- | ------ | ----------- | ------ | ----------- | ----- |
| Německo    | 24     | Belgie      | 12     | Irsko       | 9     |
| Francie    | 24     | Maďarsko    | 12     | Chorvatsko  | 9     |
| Itálie     | 24     | Portugalsko | 12     | Litva       | 9     |
| Španělsko  | 21     | Švédsko     | 12     | Lotyšsko    | 7     |
| Polsko     | 21     | Bulharsko   | 12     | Slovinsko   | 7     |
| Rumunsko   | 15     | Rakousko    | 12     | Estonsko    | 7     |
| Nizozemsko | 12     | Slovensko   | 9      | Kypr        | 6     |
| Řecko      | 12     | Dánsko      | 9      | Lucembursko | 6     |
| Česko      | 12     | Finsko      | 9      | Malta       | 5     |
| Celkem     | Celkem | Celkem      | Celkem | Celkem      | 329   |

## Kritika EHSV
V říjnu roku 2020 vyvolalo vlnu kritiky opětovné zvolení Jacka Krawczyka. Výbor čelí kritice za to, že nedělá dost proti šikaně zaměstnanců na pracovišti, přičemž z šikany byl obviněn i sám Krawczyk a je vyšetřovaný belgickými orgány. Poslanci EP odmítli výroční finanční zprávu kvůli neschopnosti vypořádat se s tímto jednáním. Poslanec Tomáš Zdechovský, který vedl tzv. discharge proceduru, k tomu také řekl, že EHSV nedokázal zodpovědět otázky týkající se různých pochybení, která by přesvědčila poslance o tom, že tato instituce dokáže chránit zájmy evropských občanů.
Kritizována bývá také obecně neužitečnost a neefektivita práce této instituce. Přestože počet zaměstnanců poklesl z 727 v roce 2013 na 668 v roce 2019 a poklesl i počet vydaných stanovisek, rozpočet výboru naopak rostl. Tomáš Zdechovský popsal EHSV jako „zombie výbor, který ztratil svůj smysl, ale stále žije“ s tím, že velmi málo zákonodárců názory tohoto výboru čte a účinek se blíží nule.

## Právní úprava výboru
Evropský hospodářský a sociální výbor je upraven zejména čl. 13/4 Smlouvy o Evropské unii a čl. 301 až 304 Smlouvy o fungování Evropské unie.